# شاهدخت ایرنه، دوشس ائوستا
ایرنه، شاهدخت و دوشس ائوستا (انگلیسی: Princess Irene, Duchess of Aosta; ۱۳ فوریهٔ ۱۹۰۴ – ۱۵ آوریل ۱۹۷۴) پنجمین فرزند و دومین دختر کنستانتین یکم یونان و همسرش، سوفیای پروس بود. او عضو خانواده‌های سلطنتی یونان و ایتالیا بود. از سال ۱۹۴۱ تا ۱۹۴۳، همچنین به‌طور رسمی ملکه همسر کرواسی بود.

## خانواده و زندگی اولیه
ایرنه در ۱۳ فوریه ۱۹۰۴ در آتن به دنیا آمد. او سه برادر بزرگتر داشت: جرج دوم یونان، الکساندر یونان و پائول یونان، و یک خواهر بزرگتر به نام هلن (۱۸۹۶). خواهر دیگری به نام کاترین، شاهدخت یونان و دانمارک در سال ۱۹۱۳ به دنیا آمد. در سال ۱۹۲۷، برادرش جرج دوم یونان خبر نامزدی او با شاهزاده کریستیان از شاوومبورگ-لیپه، برادرزاده کریستیان دهم، پادشاه دانمارک را اعلام کرد، اما هیچ ازدواجی صورت نگرفت.
پدربزرگ‌های پدری ایرنه جرج یکم، پادشاه یونان و اولگا کنستانتینوای روسیه بودند. پدربزرگ‌های مادری او فریدریش سوم، امپراتور آلمان و ملکه همسرش ویکتوریا، شاهدخت سلطنتی بودند. ویکتوریا دختر آلبرت ساکس کوبورگ و گوتا و ملکه ملکه ویکتوریا بود.